# 박노항
박노항(朴魯恒, 1951년 2월 ~ )은 대한민국의 前 군인이며 헌병부사관을 역임하였다.
1969년 군에 입대하고 1970년 1월 육군 하사로 임관한 이후 1971년 1월에서 1972년 1월까지 베트남 전쟁에도 잠시 참전하였고 27년간 가까이 헌병부사관이자 수사담당관으로 활동하였다. 병무관련 헌병부사관으로 임관하여 모병 관계담당관으로 근무하다가 국방부 합동조사단에서 육군 예비역 원사(元士)로 예편하였다. 병무 관련 비리로 수배되었고 1998년 이후 종적을 감췄다가 경찰이 가족들에 대한 감시에 중점을 두던 중 그의 누나인 박복순의 행적이 수상해 밀착감시를 하던 중 3년 만인 2001년 4월 25일 오전에 검거되어 실형을 선고받았다.

## 군 생활
1969년에 육군 이등병으로 입대를 하였으며, 1970년 1월 17일 육군 하사로 임관하였다. 이후 27년간 헌병부사관 수사담당관으로 활동하였으며, 병무청으로 파견 근무를 하였다. 사회지도층 인사들과 폭넓게 친분관계를 맺었으며, 1982년 前 부인과 이혼한 후 사실상 독신 생활을 하였고 前 부인과의 사이에 자녀는 없었다.

## 도피, 은신 생활과 검거
그는 1998년 5월 당시 병역비리 합동수사단이 카투사 입대청탁을 수사하는 과정에서 처음으로 포착되었으며, 수사가 시작되자 당시 병무청에 파견 근무를 하다가 잠적하였다. 이후 그는 탈영한 상태로 간주되어 1998년 6월부터 봉급 지급이 중지되었으며, 이후 1년 동안 배낭 차림으로 지방을 다녔다. 이 시기에 내연녀 등 평소 알고 지내던 여자들의 도움을 받았으며, 1999년 5월부터 그의 누나인 박복순으로부터 도움을 받아 서울 부근에서 은신생활을 하였다. 2000년에는 서울 용산구 이촌동의 한 복도식 아파트의 11층에서 은신생활을 하기 시작하였다.
아파트 은신생활 기간 동안 외출을 할 때에는 추적을 피하기 위해 여장을 하고 머리를 길게 기르고 화장까지 하면서 여자로 위장하였다. 체포 당시 은신생활을 한 아파트 안에는 무선호출기와 전자수첩도 나와 외부와 긴밀하게 연락한 흔적이 있었으며, 비상약도 준비되어 있었다. 영어, 일본어, 중국어 책도 있어 은신생활 동안 해외도피를 준비한 듯한 흔적도 있었으며, 오랫동안 외출하지 못할 것에 대비해 냉장고 안에는 음식이 가득 차 있었다. 그가 1년 넘게 숨어 지냈던 아파트는 그의 누나가 2000년 2월에 전세계약을 맺었으며, 당시 서울 용산구 이촌동의 아파트를 은신처로 고른 이유는 국방부와 가깝다는 이유로 알려졌다. 이는 "등잔불 밑은 어둡다"는 헌병 수사관으로 근무한 경험을 활용한 결과였으며, 비상계단이 있고 이웃 간의 관심이 덜한 복도식 아파트 역시 은신 생활을 하기에는 문제가 없었다는 이유였다.
여담으로 1999년 KBS 2TV 공개수배 사건 25시의 유전면제 무전입대에서 前 강남구청 병무계장인 최○○과 같이 혐의자로 수배되었었다.

## 검거 이후
그는 검거된 이후 예비역 원사로 예편되었으며, 그의 도피를 도와준 사람들과 병역면제 청탁을 한 사람들이 소환되거나 검거되었다.
그는 1심과 2심에서 징역 20년과 추징금 12억여원을 선고받았으며, 2002년 12월에는 대법원 재상고심 선고공판에서 징역 15년에 추징금 10억4700여 만원을 선고한 원심을 확정받았다.
2016년에 형기가 만료되어 출소했다.

## 같이 보기
- 김대업
- 원용수
- 대한민국의 병역 제도
- 1991년 병역 비리
- 원용수·박노항 병역 비리 사건
- 2004년 대한민국 프로 야구 병역 비리 사건, 2004년 병역 비리